# بابلو مارين
بابلو مارين (بالإسبانية: Pablo Marín) هو لاعب كرة قدم إسباني، ولد في 3 يوليو 2003 في لوغرونيو في إسبانيا.

## وصلات خارجية
- بابلو مارين على موقع الاتحاد الأوربي (الإنجليزية)
- بابلو مارين على موقع قاعدة بيانات كرة القدم.إي يو (الإنجليزية)
- بابلو مارين على موقع Soccerway.com (الإنجليزية)
- بابلو مارين على موقع عالم كرة القدم.نت (الإنجليزية)